# Berthold Auerbach
Berthold Auerbach, propriamente Moses Baruch Auerbacher, (Nordstetten, 28 de fevereiro de 1812 — Cannes, 8 de fevereiro de 1882) foi um escritor alemão.

## Biografia
Berthold Auerbach foi o nono filho do comerciante Jacob Auerbach e de sua esposa Edel Frank. Em 1822 começou a frequentar, em Nordstetten  (atualmente parte de Horb am Neckar) a recém-inaugurada escola primária judaica no Reino de Württemberg. A exemplo de seu avô, ele deveria se tornar um rabino.

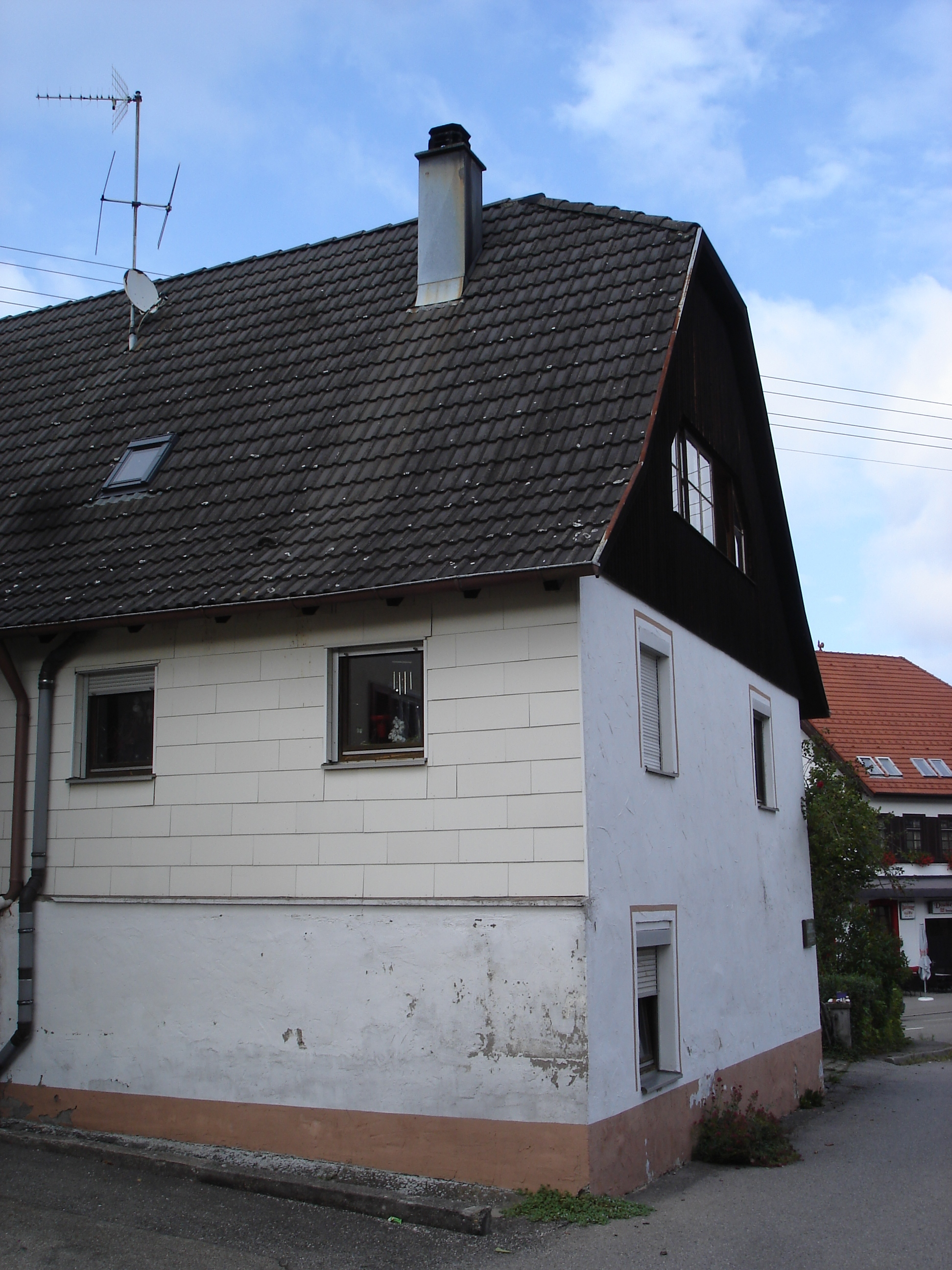
A casa onde nasceu Auerbach em Nordstetten

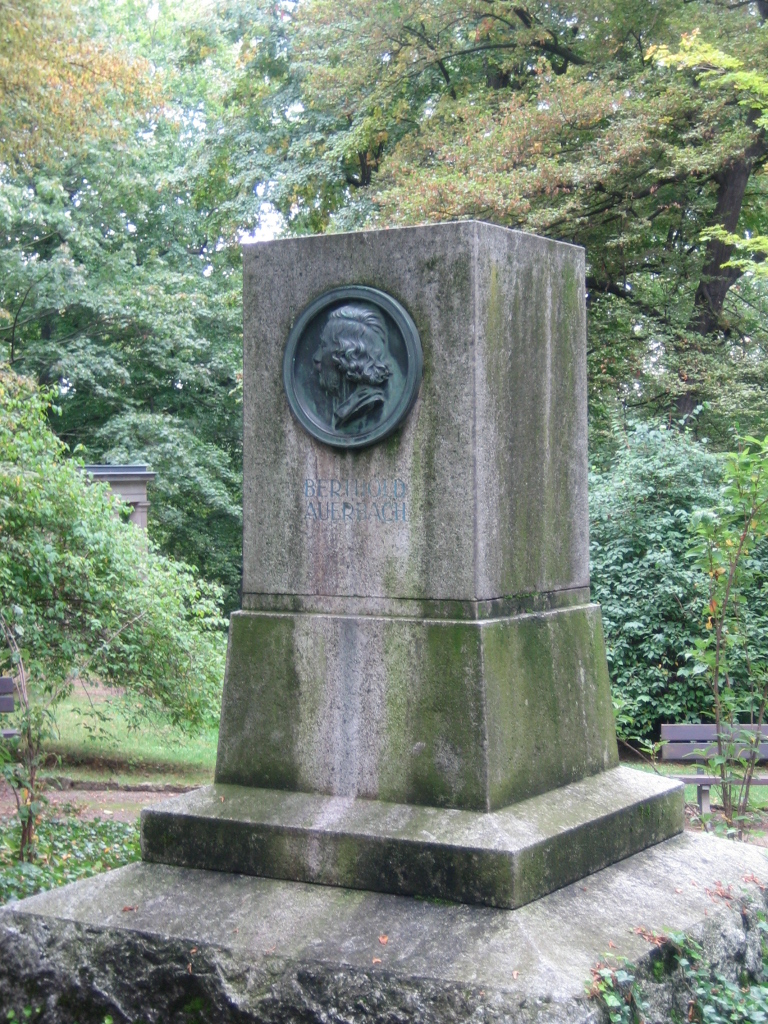
Memorial em homenagem a Auerbach em Bad Cannstatt, Stuttgart, criado por Hermann Volz em 1909

Em 1825, ao completar treze anos de idade, Auerbach passou a ser Bar Mitzvá ("filho do mandamento") e foi enviado no mesmo ano para a escola de estudo do Talmude (Beth-Hamidrash) em Hechingen. A partir de 1827, a situação financeira da família ficou tão difícil, que ela não pode mais pagar as mensalidades escolares. Auerbach deixou então Hechingen e foi morar com seu tio Meier Auerbach em Karlsruhe, a fim de dar continuidade a seus estudos rabínicos.
Em 1830 Auerbach foi transferido para o Obere Gymnasium em Stuttgart. Lá, simpatizou com a corporação estudantil clandestina Amicitia. Ao passar no exame de admissão, na segunda tentativa, foi lhe concedido uma pequena ajuda financeira pelo governo. Em 1832 começou o curso de Direito na Universidade de Tübingen, mas no semestre seguinte mudou para o de Filosofia. Em Tübingen, Auerbach se tornou membro da banida Burschenschaft Germania. À medida que a pressão política aumentou, Auerbach solicitou em março de 1833 um passaporte para ir para Munique. Naquela época, ele já era membro do círculo externo da Germania.

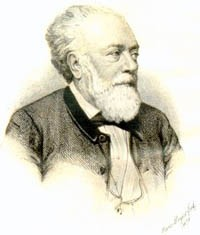
Berthold Auerbach

Em 1833, Auerbach se matriculou na faculdade de filosofia de Munique e entregou a sua carta de apresentação para Schelling. Em 23 de junho de 1834, por volta das cinco horas da madrugada, Auerbach foi preso como membro radical-liberal da fraternidade estudantil sob a acusação de realizar atividades subversivas e colocado sob vigilância policial. A Universidade de Munique quis expulsá-lo, mas ele foi autorizado "por misericórdia", a concluir seus estudos em Heidelberg.
Em 12 de dezembro de 1836 Auerbach foi condenado a dois meses de prisão. Em 8 de janeiro de 1837, cumpriu a sua pena na fortaleza de Hohenasperg. Esta prisão recebia quase que exclusivamente membros da fraternidade estudantil, e era popularmente chamada de "pousada dos demagogos". Em 8 de março de 1837 Auerbach foi libertado em Stuttgart. Como em decorrência de sua condenação as portas para o rabinato se fecharam, ele forçosamente, voltou-se para a escrita.
Auerbach foi admitido em 3 de outubro de 1838 na loja maçônica Zur aufgehenden Morgenröte em Frankfurt am Main. Já em 1841 publicou sua tradução do latim das Obras Completas do filósofo Baruch Espinoza.
Em 1843 lançou a sua obra ficcional que o tornou famoso, "Schwarzwälder Dorfgeschichten", na qual conta histórias de vida dos camponeses na Floresta Negra. O trabalho serviu para dar nome ao gênero literário que ficou conhecido por Dorfgeschichte (contos rústicos), caracterizados pela simpatia para com os "humilhados e ofendidos", a gente explorada dos campos, e influenciou autores como Honoré de Balzac, Ivan Turgueniev e Liev Tolstói, com o último, ele também esteve em contato pessoal.
Em 1847 Auerbach se casou em Breslávia com Auguste Schreiber. Um dos padrinhos foi Gustav Freytag. Em 4 de março de 1848 nasceu seu filho August. Durante os motins da Revolução de Março, alguns vidros das janelas de sua casa em Heidelberg foram quebrados. Em 4 de abril de 1848 sua esposa faleceu devido a complicações pós-parto. Johann Jacoby visitou o viúvo infeliz em 10 de abril e em 15 de abril Auerbach deixou Heidelberg. As inquietações interiores de Auerbach o impulsionaram para as lutas do mundo exterior. Deixou seu filho em Breslávia e foi para Viena. Desde a morte de sua Auguste não tinha mais vontade de viver e se não fosse por seu filho, teria lutado até a morte nas barricadas de Viena. No tumulto da revolução vienense buscou um novo sentido para a sua vida. Embora não estivesse lutando nas barricadas, Auerbach colocou-se em perigo mortal. Apoiou com veemência os revolucionários e defendeu especialmente as mulheres.
Em Viena Auerbach conheceu Friedrich Hebbel e Friedrich von Bodenstedt. Por intermédio deles fez amizade com Nina Landesmann, irmã do escritor Heinrich Landesmann. Em 1 de julho de 1849 Auerbach se casou com Nina em Lednice, Morávia. Com ela teve três filhos: Ottilie, Eugen e Rudolf.
De 1849 até 1859 viveu em Dresden, onde publicou os dramas Andreas Hofer e Der Wahrspruch. A seguir publicou o romance Neues Leben, no qual imortaliza a vida do professor e reformador educacional Carl Reinhardt (1797-1858), e as narrativas Friedrich von Schwaben e Der Brauer von Kulmbach.
Em Leipzig, entre 1858 e 1869, foi lançado anualmente o Berthold Auerbach’s Deutscher Volkskalender com contribuições de autores de renome, incluindo três contos de Gottfried Keller. O editor tinha conhecido o poeta suíço em 1856, em Dresden e se tornaram muito amigos. Em 1860 Keller enviou-lhe uma novela, para a qual Auerbach sugeriu o título Das Fähnlein der sieben Aufrechten. Além disso, por meio de reuniões do compêndio de narrações de Die Leute von Seldwyla, Auerbach contribuiu muito para a fama literária de Keller.
Em 10 de novembro de 1859 Auerbach participou das comemorações dos cem anos de nascimento de Schiller. Em janeiro de 1862 foi condecorado com a Ordem dos Duques de Coburgo-Gota e com a Águia Vermelha prussiana 4.ª classe. Quando em 1870 eclodiu a Guerra franco-prussiana, Auerbach escreveu a canção de apoio entusiástico à anexação da maior parte do território da Alsácia-Lorena pela Prússia, Im Elsaß über dem Rheine, da wohnt ein Bruder mein. No outono de 1881, Auerbach teve pneumonia grave. Por recomendação do médico da família, foi em busca de cura no clima mediterrâneo de Cannes. Em 13 de dezembro Auerbach se instalou em um quarto da clínica particular do doutor Tritschler, na Villa Mauvarre, onde morreu após um longo período doente, em 8 de fevereiro de 1882.
Em 15 de fevereiro de 1882, ele foi sepultado no cemitério judeu de sua cidade natal Nordstetten com grande presença popular.

## Memorial
Em Nordstetten atualmente situa-se o Museu Berthold Auerbach, que inicialmente fazia parte do Museu Nacional Friedrich Schiller em Marbach am Neckar.
Desde 1982 a cidade de Horb am Neckar distribui o Prêmio de Literatura Berthold Auerbach.

## Obras
- Chauber, Theobald (1834). Friedrich der Grosse, konig von Preussen: Sein leben und wirken (em alemão). [S.l.]: Scheible
- Das Judenthum und die neueste Literatur; ensaio, 1836
- Spinoza; romance, 1837
- Das Sängerfest zu Frankfurt a. M.. Em: europa 1838, p. 481 ff.
- Dichter und Kaufmann; romance, 1840
- Der Brückenweg (Viadukt) bei Burtscheid in der Nähe von Aachen, Em: Deutsches Familienbuch 1843, vol. 1, p. 409.
- Schwarzwälder Dorfgeschichten; narrativa, 1843-1854
  - Diethelm von Buchenberg
  - Die Frau Professorin
- Oskar; tragédia, 1844
- Der Gevattersmann (Kalender); 1844-1848
- Schrift und Volk. Grundzüge der volksthümlichen Literatur; 1846
- Tagebuch aus Wien; 1849
- Andree Hofer; tragédia, 1850
- Deutsche Abende; discurso, 1851
- Neues Leben; romance, 1852
- Der Wahlbruder. Trauerspiel in 5 Aufzügen. Dresden [1855]. (apenas em manuscrito)
- Barfüßele; narrativa, 1856
- Volkskalender; 1858-1868
- Der Wahrspruch. Schauspiel in 5 Akten. Leipzig: Weber 1859. (apenas em manuscrito)
- Joseph im Schnee; romance, 1860
- Goethe und die Erzählungskunst, 1861 (Digitalizado)
- Auf der Höhe; romance, 1865
- Das Landhaus am Rhein; romance, 1869
- Wieder uns! Gedenkblätter zur Geschichte dieser Tage. Stuttgart: Cotta 1871.
- Zur Guten Stunde. Gesammelte Volkserzählungen. 2 vol. Stuttgart: Hoffmann 1872.
- Walfried; romance, 1874
- Tausend Gedanken des Collaborators; aforismos, 1876
- Drei einzige Töchter; novelas, 1875
- Nach dreißig Jahren. Neue Dorfgeschichten; 1876
- Landolin von Reutershöfen; romance, 1878
- Der Forstmeister; romance, 1879
- Brigitta; romance, 1880
- Barfüßele. - Stuttgart: Cotta, 1870 edição digitalizada da Universidade e Biblioteca de Düsseldorf

Cartas
- Briefe an seinen Freund Jakob Auerbach. Ein biographisches Denkmal. Com prefácio de Friedrich Spielhagen e edição de Jakob Auerbach. 2 vol. Frankfurt am Main: Literarische Anstalt, 1884.